# Ali Chosztinat
Ali Chosztinat (pers. علی خوش طینت) – irański zapaśnik w stylu klasycznym. Zajął czwarte miejsce na igrzyskach azjatyckich w 1994. Drugi na mistrzostwach Azji w 1992 roku.